# گروه شش

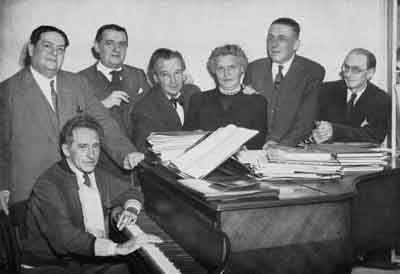
گروه شش بهمراه کوکتو

گروه شش (به فرانسوی: Les six؛ بخوانید: لِ سیس) نامی است که به گروهی از شش آهنگساز فرانسوی داده شده که در مون‌پارناس کار می‌کردند. این نام را هانری کُله، آهنگساز و منتقد فرانسوی (Henri Collet؛ ۱۸۸۵–۱۹۵۱)، در مقاله‌ای به این گروه داد. در این نام‌گذاری، هانری کُله، از نام گروه پنج (بزرگان انگشت‌شمار) الهام گرفت؛ نامی که میلی بالاکیرف به گروه آهنگسازان روسی داده بود و خود نیز عضو آن بود. عنوان مقالهٔ کُله «پنج روس، شش فرانسوی و ام. ساتی» ("Les cinq Russes, les six Français et M. Satie") بود و در ۱۶ ژانویهٔ ۱۹۲۰ منتشر شد.
اعضای گروه شش عبارت‌اند از: ژرژ اوریک (۱۸۹۹–۱۹۸۳)، لویی دوره (۱۸۸۸–۱۹۷۹)، آرتور اونگر (۱۹۵۵–۱۸۹۲)، داریوس میو (۱۹۷۹–۱۸۹۲)، فرانسیس پولنک (۱۸۶۳–۱۹۶۳) و ژرمن تایفر (۱۸۹۲–۱۹۸۳).
موسیقی اعضای گروه شش را اغلب واکنشی علیه سبک موسیقی ریشارد واگنر و موسیقی امپرسیونیستِ کلود دبوسی و موریس راول می‌دانند.